# Solita Salgado
Pour les articles homonymes, voir Salgado.
María Soledad Salgado dite Solita Salgado, née le 7 juillet 1914 à Bogota et morte le 13 janvier 1987 à Paris,  est une nageuse et militaire qui est d'abord colombienne puis naturalisée française en 1928.

## Biographie

### Enfance
Solita Salgado est la fille d’un homme d’affaires colombien et d’une Jurassienne. Nageant depuis l'âge de 10 ans sous l'impulsion de son père, elle évolue au club des Mouettes de Paris.
Elle étudie au lycée Victor-Duruy puis lycée Molière.

### Carrière sportive
Solita Salgado participe le 21 août 1927 à la traversée de Paris à la nage, nageant 8 km en 2 h 22 min 30 s. 
Elle est championne de France du 100 mètres dos à deux reprises (en 1929 et 1932) et championne de France du 400 mètres nage libre à deux reprises (en 1929 et 1934). 
Le 14 février 1930, à Paris, celle-ci bat le record d’Europe de l’épreuve de nage libre sur 500 mètres que détenait la Néerlandaise Marie Braun en sept minutes, 50 secondes et six dixièmes,,. En août 1930, elle arrive première des épreuves de 100 m nage libre en 1’20’’ et 100 m dos lors des championnats du monde universitaire à Darmstad. 
Elle participe au 4x100m nage libre du championnat d'Europe de natation de 1931 et arrive 4e. 
Elle est championne de France de natation sur 400 mètres nage libre avec Louisette Fleuret  en 1934.  
Aux championnats d'Europe de natation de 1934, elle arrive 4e.
Elle remporte le prix de l'Académie des sports récompensant la meilleure sportive en 1929, et la médaille d'or de l’Éducation physique en 1938.

### Carrière militaire
Solita Salgado s'occupe des blessés du front des Alpes au cours de la seconde guerre mondiale. Elle rejoint les Forces françaises de l'intérieur en juin 1944, dans le groupe Fidèle (Jura), puis devient engagée volontaire dans l’Armée de l'Air en septembre 1945 (bataillon de l'air 117). Elle sert ensuite dans le service de sante des armées  en 1947 puis sert à Saïgon en 1954 à l'état-major du GATAC-Nord avant son rapatriement en octobre 1955. Elle est détachée au Sahara en novembre 1958 pour le 3e bureau de l'État-Major.
Elle est spécialiste du personnel féminin de l'Armée de l'air française . Elle termine sa carrière en 1969 avec le grade de commandant.
Elle est titulaire de la Croix de guerre 1939-1945.

## Distinctions
- Croix de guerre 1939–1945
- Commandeur de l'ordre du Mérite sportif, à titre exceptionnel (1960)[12]